# La llama eterna
La llama eterna es el primer álbum de estudio de la banda española de heavy metal Avalanch, fue publicado por Búnker Estudios en 1997.  También existe una versión en inglés, titulada Eternal Flame, lanzada en 1998 por el sello Underground Symphony.

## Grabación y publicación
Este material discográfico fue grabado, masterizado y mezclado en 1997 en los Estudios Búnker, ubicados en la localidad de Posada de Llanera, en el Principado de Asturias, España.  Salió a la venta en el mismo año.

### Edición en inglés
Al año siguiente se lanzó una versión en idioma inglés del mismo disco, llamado Eternal Flame, el cual contiene los mismos temas que la edición española, sólo que la letra de las canciones son cantadas en la lengua antes mencionada.

## Lista de canciones
Todos los temas fueron escritos por Alberto Rionda, excepto donde se especifique lo contrario.

| Versión en español (1997) |                                                    |                              |          |  |
| N.º                       | Título                                             | Escritor(es)                 | Duración |  |
| 1.                        | «La llama eterna»                                  |                              | 5:08     |  |
| 2.                        | «El mundo perdido»                                 |                              | 6:29     |  |
| 3.                        | «El despertar» (canción instrumental)              |                              | 1:17     |  |
| 4.                        | «Vicio letal»                                      |                              | 4:52     |  |
| 5.                        | «Esclavo de la ira»                                | Juan Lozano / Alberto Rionda | 5:36     |  |
| 6.                        | «Avalon, la morada del rey» (canción instrumental) |                              | 1:12     |  |
| 7.                        | «Excalibur»                                        | Lozano / Rionda              | 6:22     |  |
| 8.                        | «Sigue así»                                        | Juan Lozano                  | 4:43     |  |
| 9.                        | «Rainbow Warrior» (Guerrero del arco iris)         | Lozano / Rionda              | 5:58     |  |
| 10.                       | «Juego cruel»                                      |                              | 6:05     |  |
| 11.                       | «La taberna»                                       | Lozano / Rionda              | 3:30     |  |
| 12.                       | «Avalanch»                                         | Lozano / Rionda              | 12:33    |  |
| 13.                       | «El cierre de la taberna»                          | Lozano / Rionda              | 2:01     |  |
| 1:06:24                   |                                                    |                              |          |  |

| Versión en inglés: Eternal Flame (1998) |                                                   |                 |          |  |
| N.º                                     | Título                                            | Escritor(es)    | Duración |  |
| 1.                                      | «Eternal Flame»                                   |                 | 5:08     |  |
| 2.                                      | «Lost World»                                      |                 | 6:29     |  |
| 3.                                      | «Awake» (canción instrumental)                    |                 | 1:17     |  |
| 4.                                      | «Lethal Vice»                                     |                 | 4:52     |  |
| 5.                                      | «Slave of the Anger»                              | Lozano / Rionda | 5:36     |  |
| 6.                                      | «Avalon, the king's abode» (canción instrumental) |                 | 1:12     |  |
| 7.                                      | «Excalibur»                                       | Lozano / Rionda | 6:22     |  |
| 8.                                      | «Falling»                                         | Juan Lozano     | 4:43     |  |
| 9.                                      | «Rainbow Warrior»                                 | Lozano / Rionda | 5:58     |  |
| 10.                                     | «Cruel Game»                                      |                 | 6:05     |  |
| 11.                                     | «The Tabern»                                      | Lozano / Rionda | 3:30     |  |
| 12.                                     | «Avalanch»                                        | Lozano / Rionda | 12:33    |  |
| 13.                                     | «Closing of the Tabern»                           | Lozano / Rionda | 2:01     |  |
| 1:06:24                                 |                                                   |                 |          |  |

## Créditos

### Avalanch
- Juan Lozano — voz principal
- Alberto Rionda — guitarra, bajo, batería programada, teclados y coros

### Personal adicional
- Juan Moyano — coros
- Elena Pérez Herrero — coros
- Mauricio Septién — coros
- Fernando Arias — percusiones
- Lluis — flauta